# Furuta Hiroyuki
Hiroyuki Furuta (古田 寛幸 Furuta Hiroyuki, sinh ngày 23 tháng 5 năm 1991 ở Sapporo, Hokkaidō) là một cầu thủ bóng đá người Nhật Bản hiện tại thi đấu cho Blaublitz Akita.

## Thống kê sự nghiệp câu lạc bộ
Cập nhật đến ngày 23 tháng 2 năm 2018.
| Câu lạc bộ        | Mùa giải | Giải vô địch | Giải vô địch | Cúp1    | Cúp1      | Cúp Liên đoàn2 | Cúp Liên đoàn2 | Tổng    | Tổng      |
| Câu lạc bộ        | Mùa giải | Số trận      | Bàn thắng    | Số trận | Bàn thắng | Số trận        | Bàn thắng      | Số trận | Bàn thắng |
| ----------------- | -------- | ------------ | ------------ | ------- | --------- | -------------- | -------------- | ------- | --------- |
| Consadole Sapporo | 2009     | 19           | 0            | 1       | 0         | -              | -              | 20      | 0         |
| Consadole Sapporo | 2010     | 23           | 5            | 1       | 0         | -              | -              | 24      | 5         |
| Consadole Sapporo | 2011     | 34           | 4            | 1       | 0         | -              | -              | 35      | 4         |
| Consadole Sapporo | 2012     | 28           | 4            | 1       | 0         | 1              | 0              | 30      | 4         |
| Consadole Sapporo | 2013     | 6            | 0            | 1       | 0         | -              | -              | 7       | 0         |
| Consadole Sapporo | 2014     | 5            | 0            | -       | -         | -              | -              | 5       | 0         |
| Kamatamare Sanuki | 2014     | 14           | 2            | -       | -         | -              | -              | 14      | 2         |
| Consadole Sapporo | 2015     | 22           | 1            | 1       | 0         | -              | -              | 23      | 1         |
| Zweigen Kanazawa  | 2016     | 23           | 0            | 2       | 0         | -              | -              | 25      | 0         |
| Blaublitz Akita   | 2017     | 32           | 2            | 1       | 0         | -              | -              | 33      | 2         |
| Tổng              | Tổng     | 206          | 18           | 9       | 0         | 1              | 0              | 216     | 18        |

1Bao gồm Cúp Hoàng đế Nhật Bản.
2Bao gồm J. League Cup.

## National team career
Tính đến 4 tháng 10 năm 2010

### Số lần ra sân trong các giải đấu lớn
| Đội bóng | Giải đấu                                        | Thể loại | Số trận | Số trận | Bàn thắng | Thành tích đội bóng |
| Đội bóng | Giải đấu                                        | Thể loại | Start   | Sub     | Bàn thắng | Thành tích đội bóng |
| -------- | ----------------------------------------------- | -------- | ------- | ------- | --------- | ------------------- |
| Nhật Bản | Vòng loại Giải vô địch bóng đá U-19 châu Á 2010 | U-18     | 2       | 0       | 0         | Vào vòng trong      |
| Nhật Bản | Giải vô địch bóng đá U-19 châu Á 2010           | U-19     | 0       | 1       | 0         |                     |